# 푸르덴시오

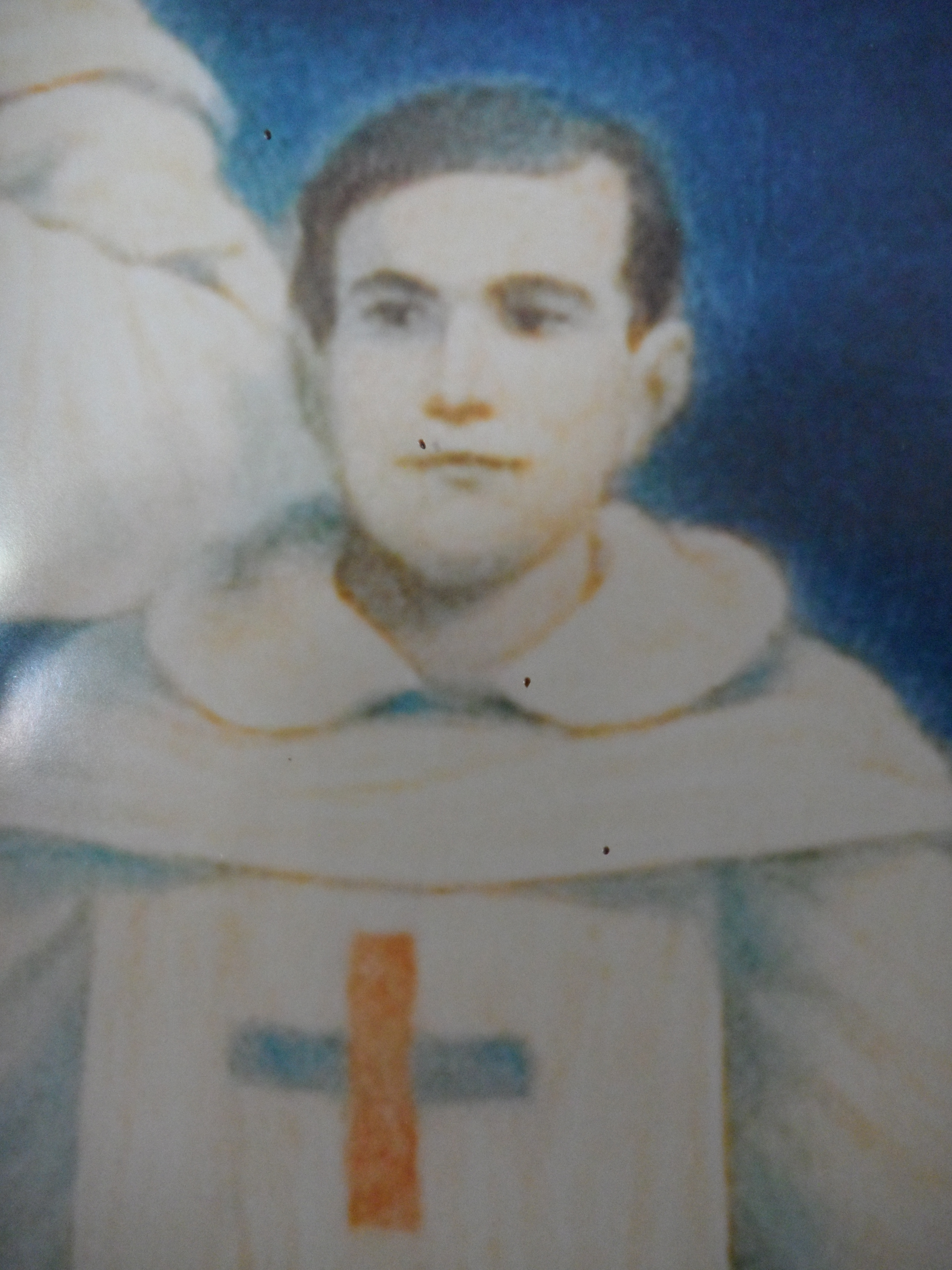

푸르덴시오는 삼위일체 수도회의 성인이다. 안달루시아 지방, 하엔 (스페인), 카베사의 동정 성모 마리아 성지에서 수도생활 중 1936년 다른 동료 수도자 세군도와 함께 7월 30일 안두하르에서 순교한다.